# Оп'яніла любов'ю
Сп’янілий коханням (перс. مست عشق, романізовано: Mast-e Eshgh, тур. Mevlana Mest-i Aşk) — ірансько-турецький історичний драматичний фільм 2024 року, написаний режисером Хасаном Фатхі. Він обертається навколо двох перських поетів Мавлани та Шамса Табрізі, яких грають Парса Пірузфар та Шахаб Хоссейні. Фільм є спільним виробництвом Ірану та Туреччини, знятим Dijital Danatlar та Simarya Film Production.
Фільм вийшов в прокат в Ірані та Туреччині 24 квітня 2024 року.

## Приміщення
У фільмі розповідається про життя та творчість перського поета 13-го століття Маулани, його стосунки з Шамсом Тебрізі, любов до нього, великий вплив Шамса на Маулану в його житті та поезії та його любов до Бог.
1. ↑  موانع پخش فیلم "مست عشق" ساخته حسن فتحی برطرف شد. ایرنا (перс.). 8 вересня 2021. Процитовано 29 вересня 2022.
2. ↑  زمان اکران فیلم جنجالی مست عشق مولانا مشخص شد + فیلم. حیات (перс.). 12 грудня 2023. Процитовано 7 квітня 2024.
3. ↑  واکنش سازندگان فیلم "مست عشق" به مخالفت مراجع. دلگرم (перс.). 25 вересня 2019. Процитовано 29 вересня 2022.
4. ↑  فیلم | اولین تیزر فیلم سینمایی «مست عشق» را ببینید. www.khabaronline.ir (перс.). 29 грудня 2019. Процитовано 8 квітня 2024.
5. ↑  تریلر رسمی فیلم مست عشق با بازی پارسا پیروزفر-فیلیمنا. فیلو - تماشای رایگان ویدیو (перс.). Процитовано 8 квітня 2024.
6. ↑  چرا سرمایه‌گذاران پروژه «مست عشق» نام‌ خود را منتشر نمی‌کنند؟. مشرق نیوز (перс.). 17 травня 2021. Процитовано 8 квітня 2024.
7. ↑  اکران «مست عشق» از پنج اردیبهشت / فروش بلیط از یک شنبه. قدس آنلاین (перс.). 16 квітня 2024. Процитовано 16 квітня 2024.